# Jamie Prebble
Jamie Prebble (28 mei 1991) is een Nieuw-Zeelandse freestyleskiër, gespecialiseerd op de skicross. Hij vertegenwoordigde zijn vaderland op de Olympische Winterspelen 2018 in Pyeongchang.

## Carrière
Prebble maakte zijn wereldbekerdebuut in december 2012 in Nakiska. Tijdens de wereldkampioenschappen freestyleskiën 2013 in Voss eindigde hij als 38e op de skicross. In januari 2014 scoorde de Nieuw-Zeelander in Val Thorens zijn eerste wereldbekerpunt. Op de wereldkampioenschappen freestyleskiën 2015 in Kreischberg werd Prebble gediskwalificeerd in de kwalificatieronde van de skicross. In februari 2015 behaalde hij in Åre zijn eerste toptienklassering in een wereldbekerwedstrijd. In de Spaanse Sierra Nevada nam de Nieuw-Zeelander deel aan de wereldkampioenschappen freestyleskiën 2017. Op dit toernooi veroverde hij de zilveren medaille op het onderdeel skicross. Tijdens de Olympische Winterspelen van 2018 in Pyeongchang eindigde Prebble als 24e op de skicross.

## Resultaten

### Olympische Winterspelen
| Jaar | Plaats      | Resultaten   |
| ---- | ----------- | ------------ |
| 2018 | Pyeongchang | 24e Skicross |

### Wereldkampioenschappen
| Jaar | Plaats        | Resultaten   |
| ---- | ------------- | ------------ |
| 2013 | Voss          | 38e Skicross |
| 2015 | Kreischberg   | DSQ Skicross |
| 2017 | Sierra Nevada | Skicross     |

### Wereldbeker
Eindklasseringen
| Seizoen   | Algm | SX  |
| --------- | ---- | --- |
| 2013/2014 | 302e | 58e |
| 2014/2015 | 134e | 34e |
| 2015/2016 | 246e | 53e |
| 2016/2017 | 134e | 29e |
| 2017/2018 | 197e | 38e |